# Depresión de Farafra
La depresión de Farafra (en árabe, واحة الفرافرة) es la segunda mayor depresión, por superficie, localizada en el oeste de Egipto y la más pequeña en población. Se encuentra en el desierto occidental de Egipto, aproximadamente a medio camino entre el oasis de Dakhla y Bahariya.
Farafra tiene una población estimada de unos 5.000 habitantes (2002), que viven principalmente en la ciudad de Farafra (en árabe: مدينة الفرافرة‎), habitada en su mayoría por beduinos locales. Algunas partes de la ciudad tienen barrios completos de arquitectura tradicional, simple, lisa, sin adornos, toda en el color del barro. También se encuentran cerca de Farafra aguas termales en Bir Sitta y el lago El-Mufid.
Una de las principales atracciones geográficas de Farafra es su desierto Blanco (conocido como Sahara el Beyda: aquí, la palabra sahara significa «desierto»). El desierto Blanco de Egipto se encuentra a unos 45 km al norte de la ciudad de Farafra: tiene un color blanco, crema, y enormes formaciones de roca cretácica que se han formado como resultado de tormentas de arena ocasionales en la zona. Es un lugar típico de visita de algunas escuelas egipcias, especialmente para viajes de campamento. Este desierto fue también la localización del video musical Echoes, de los Klaxons.

## Galería

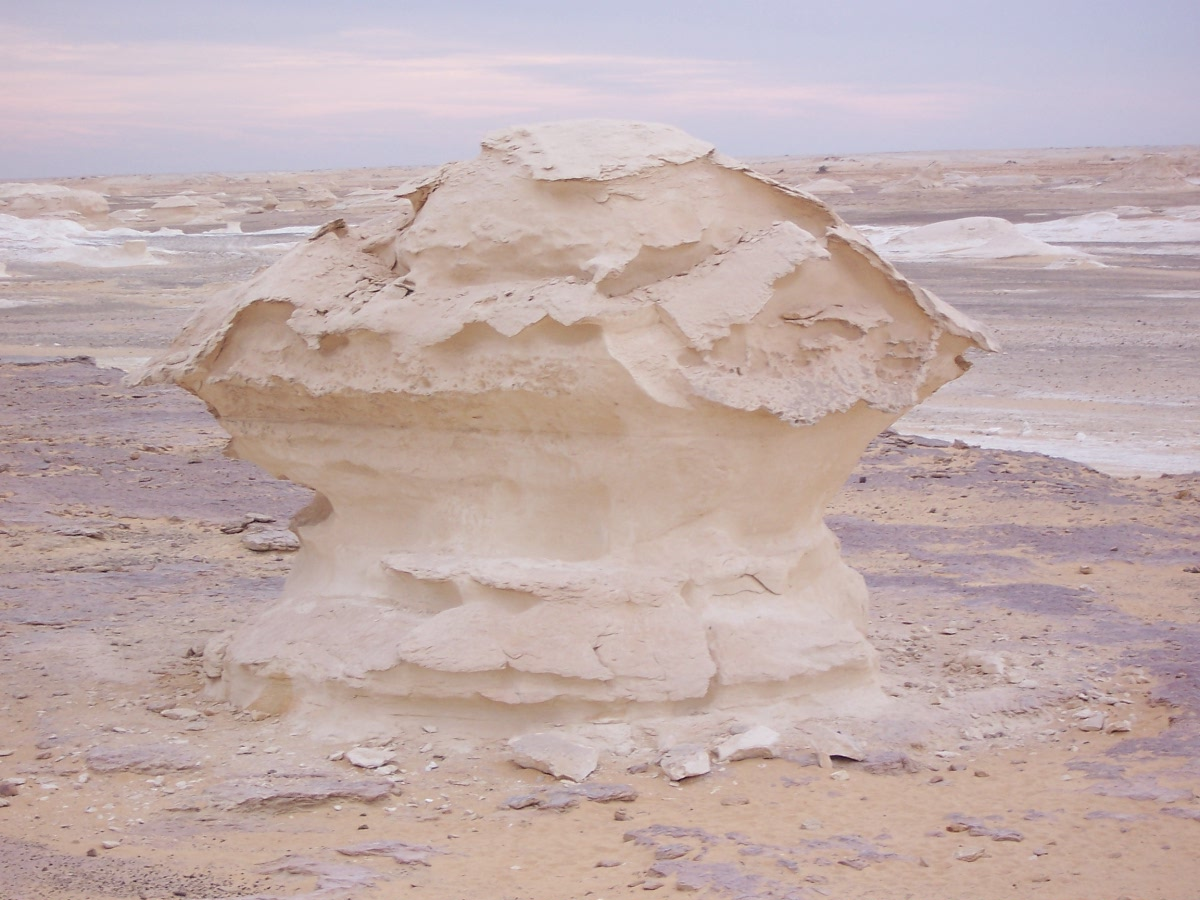
Formaciones rocosas en forma de seta en el desierto Blanco
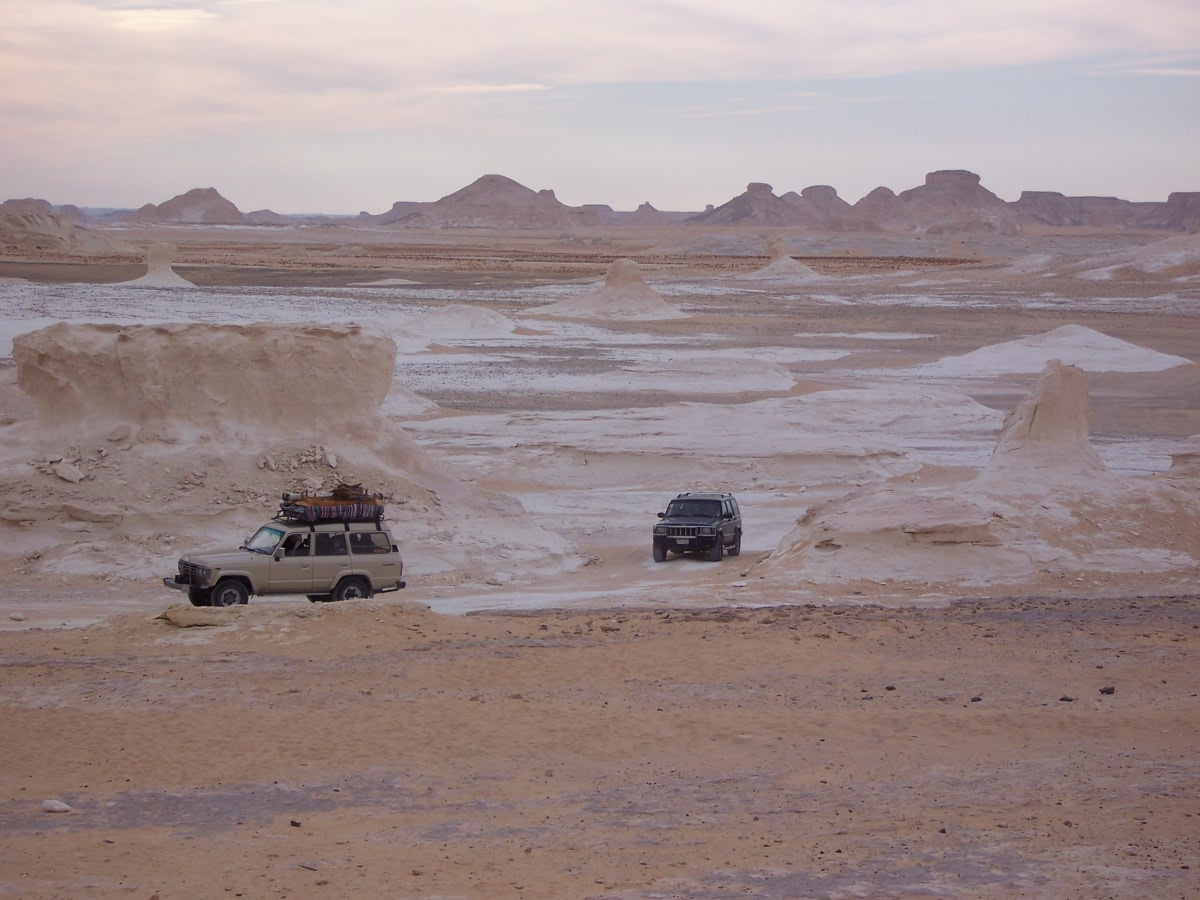
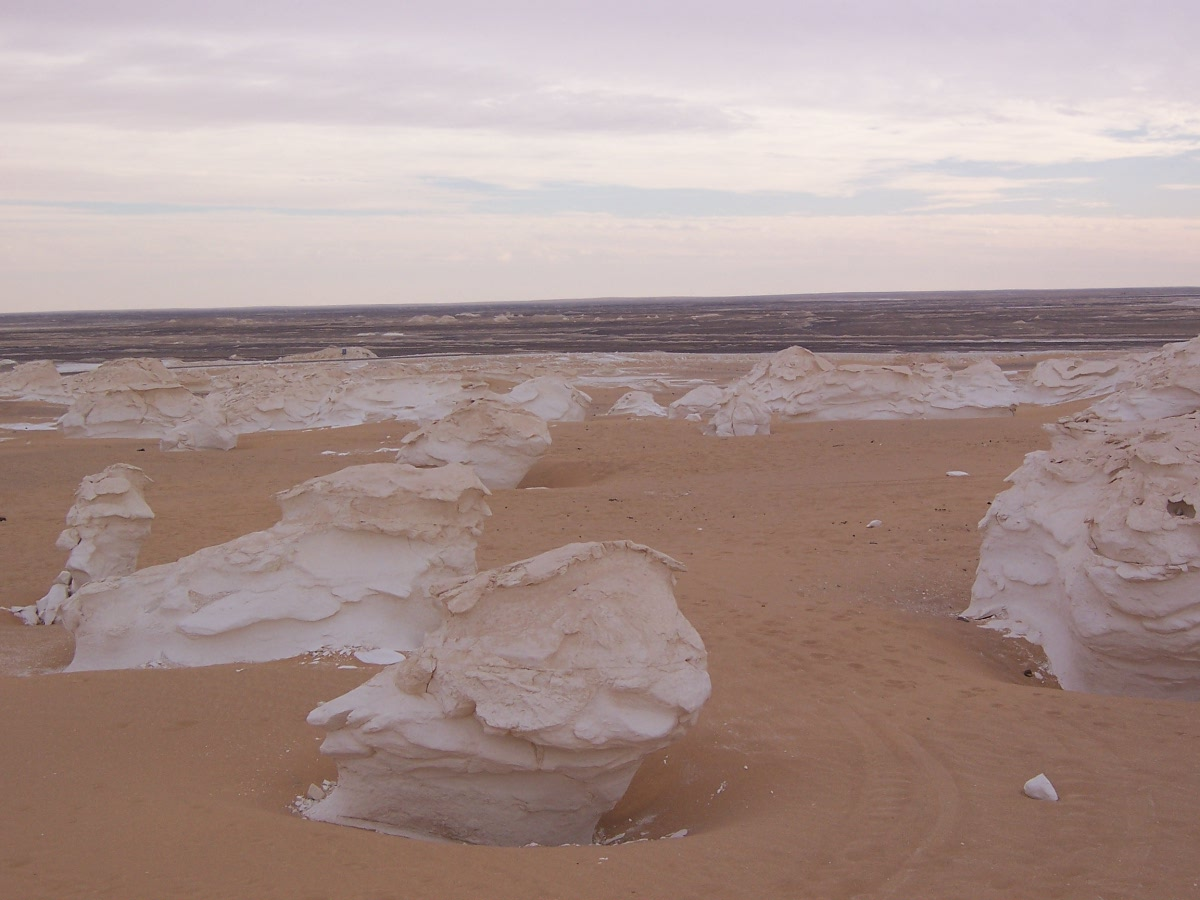
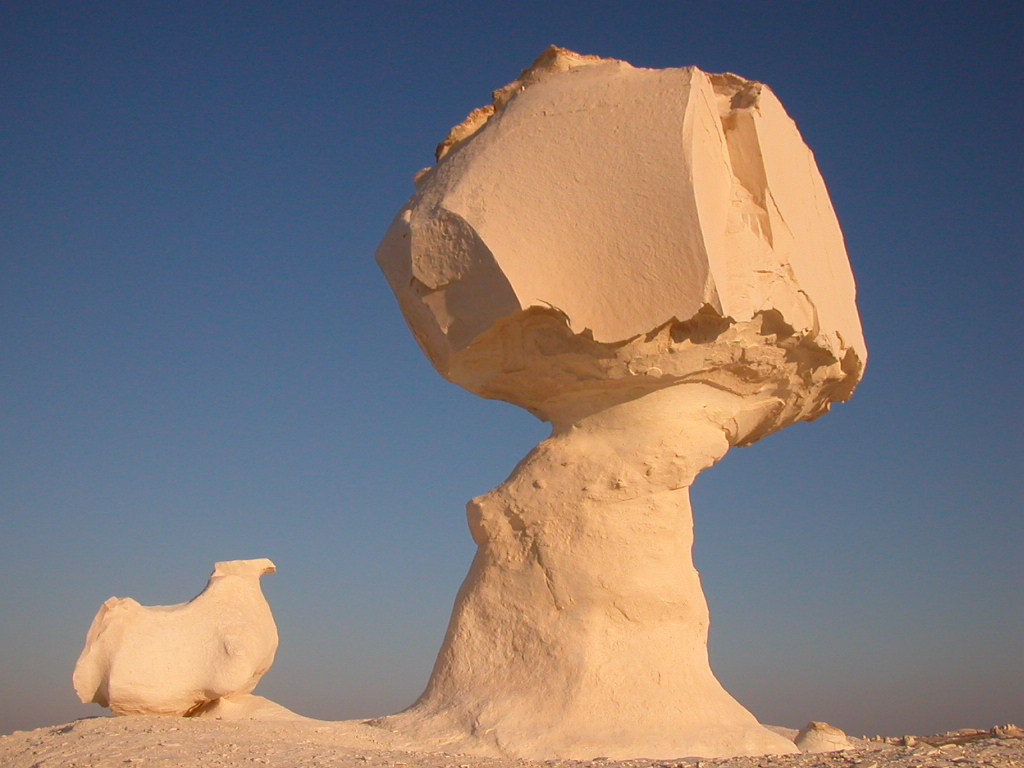
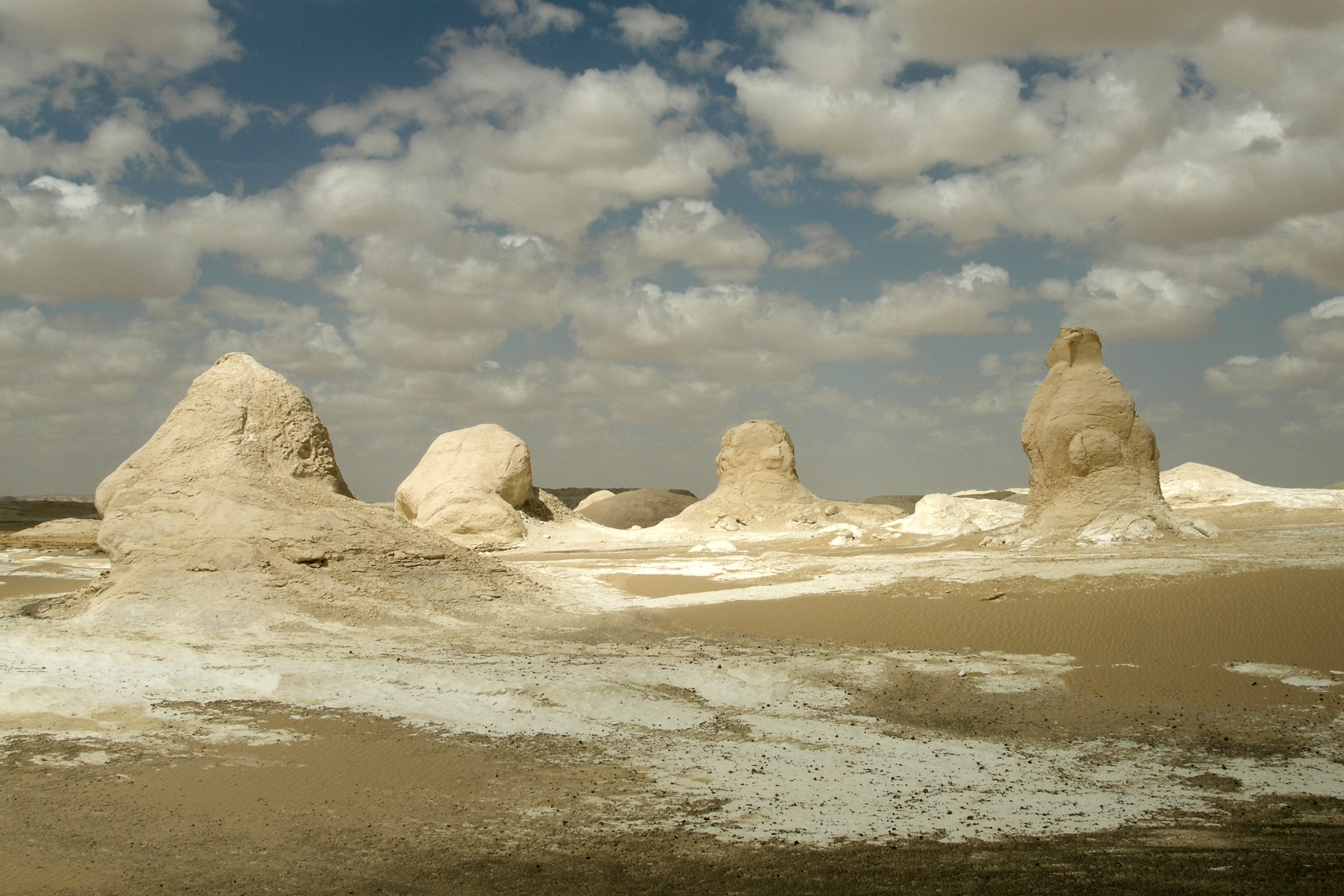
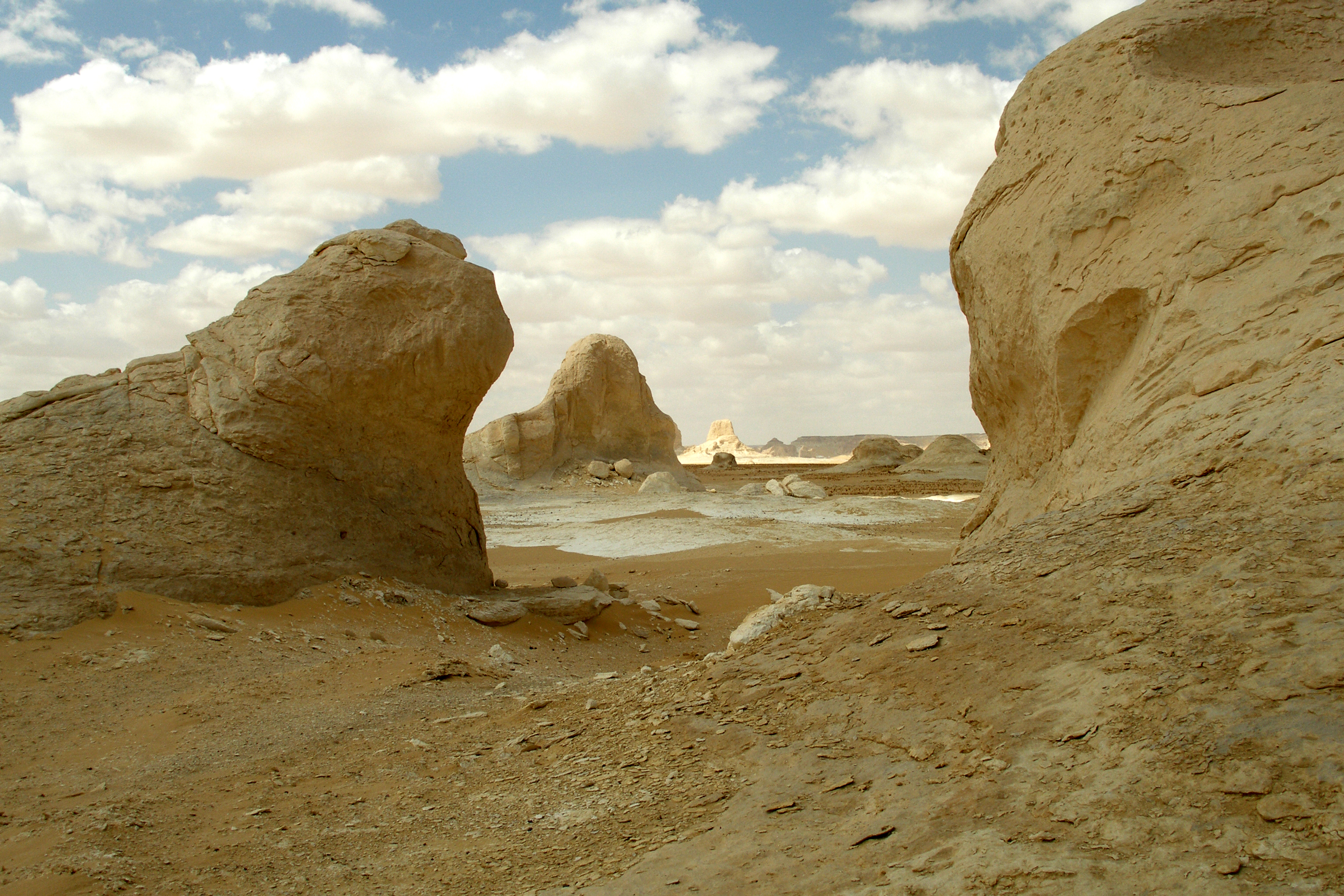
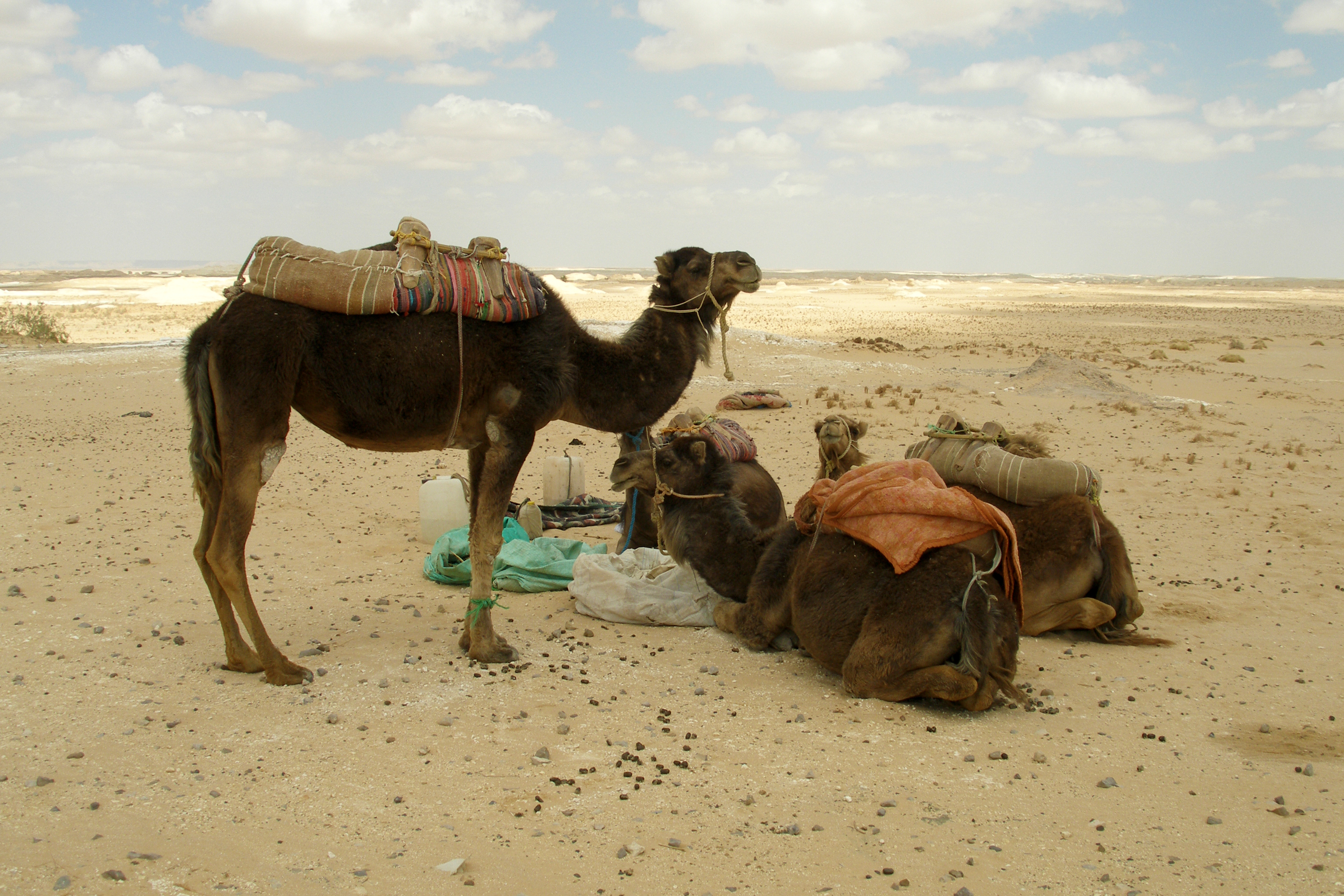
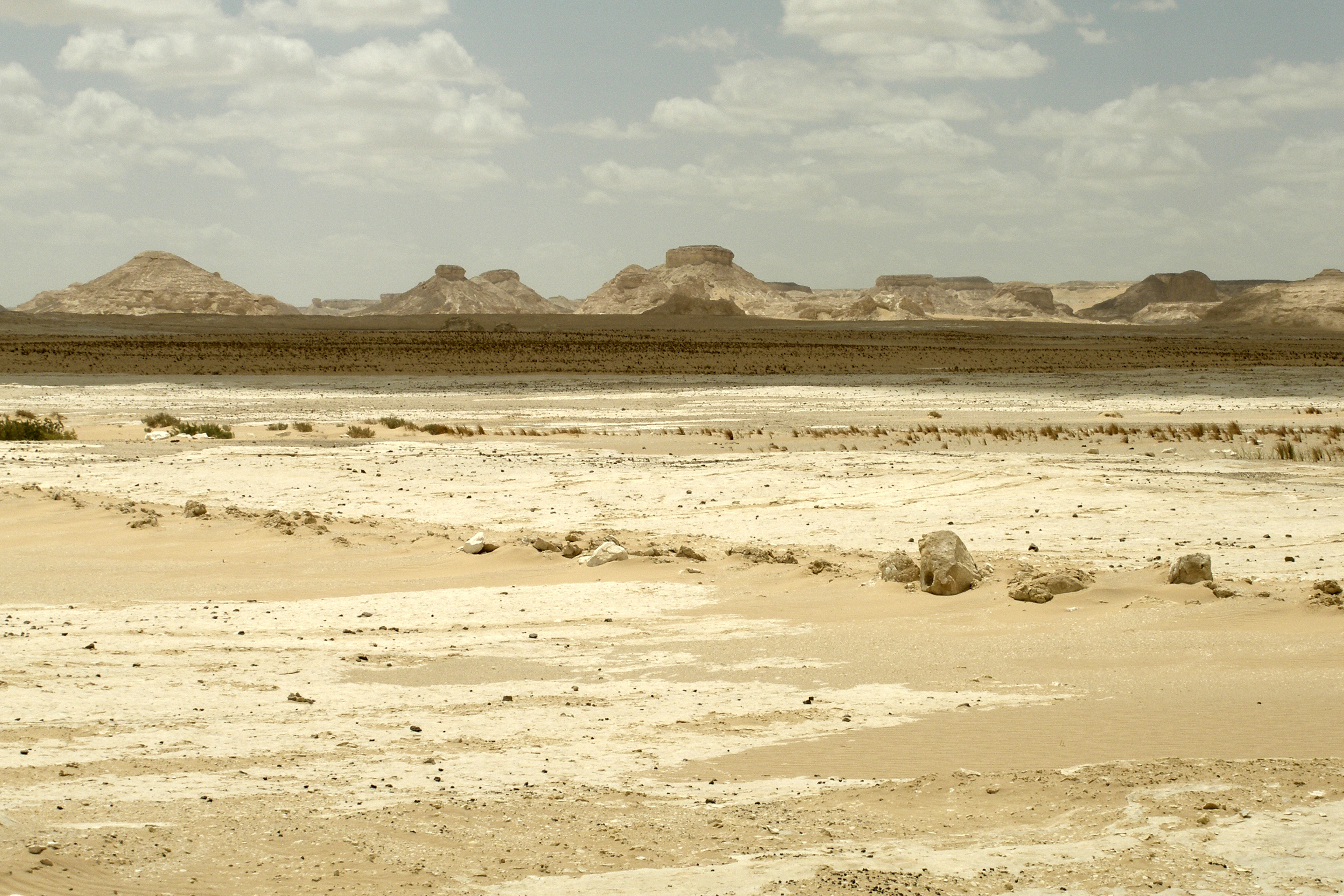
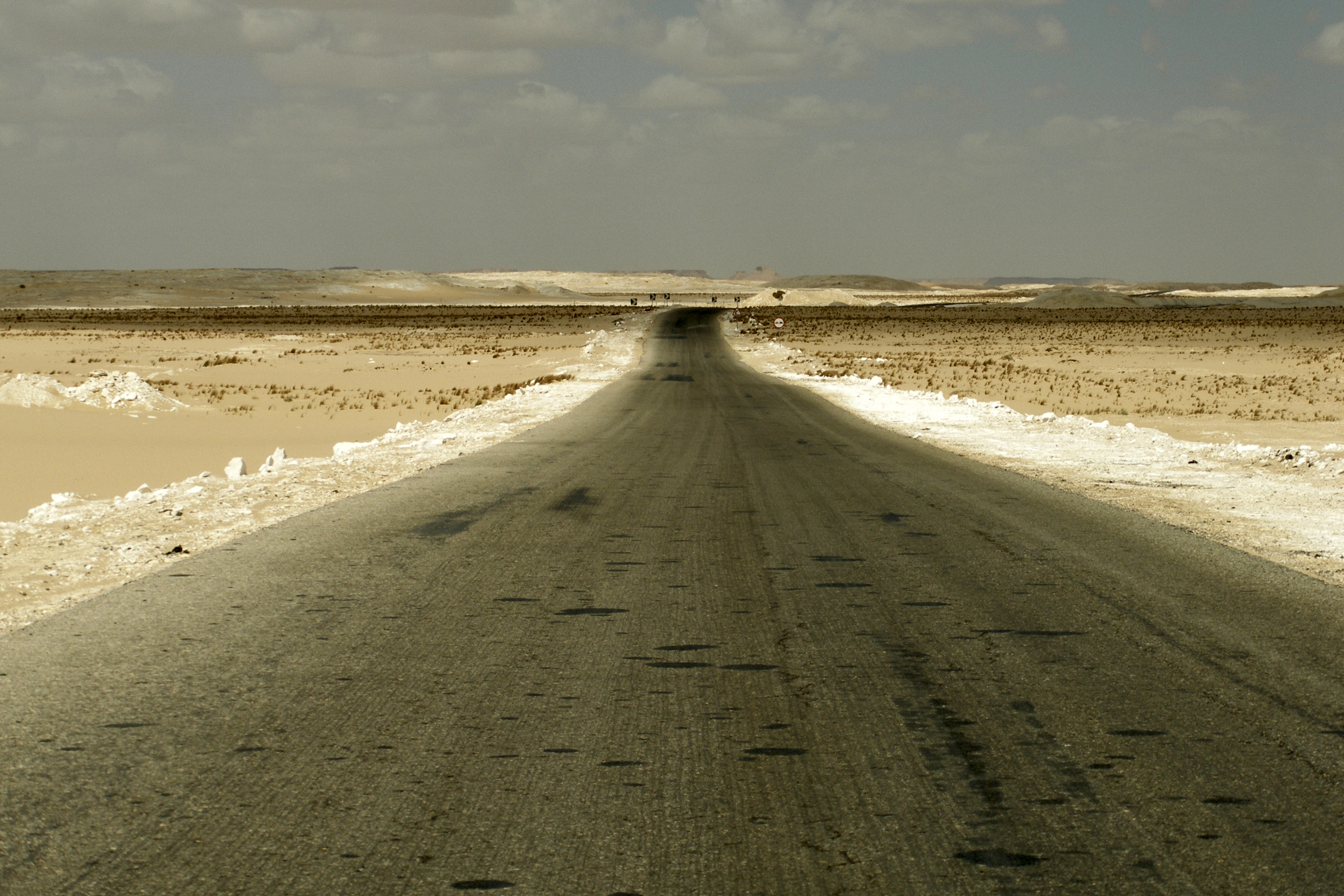
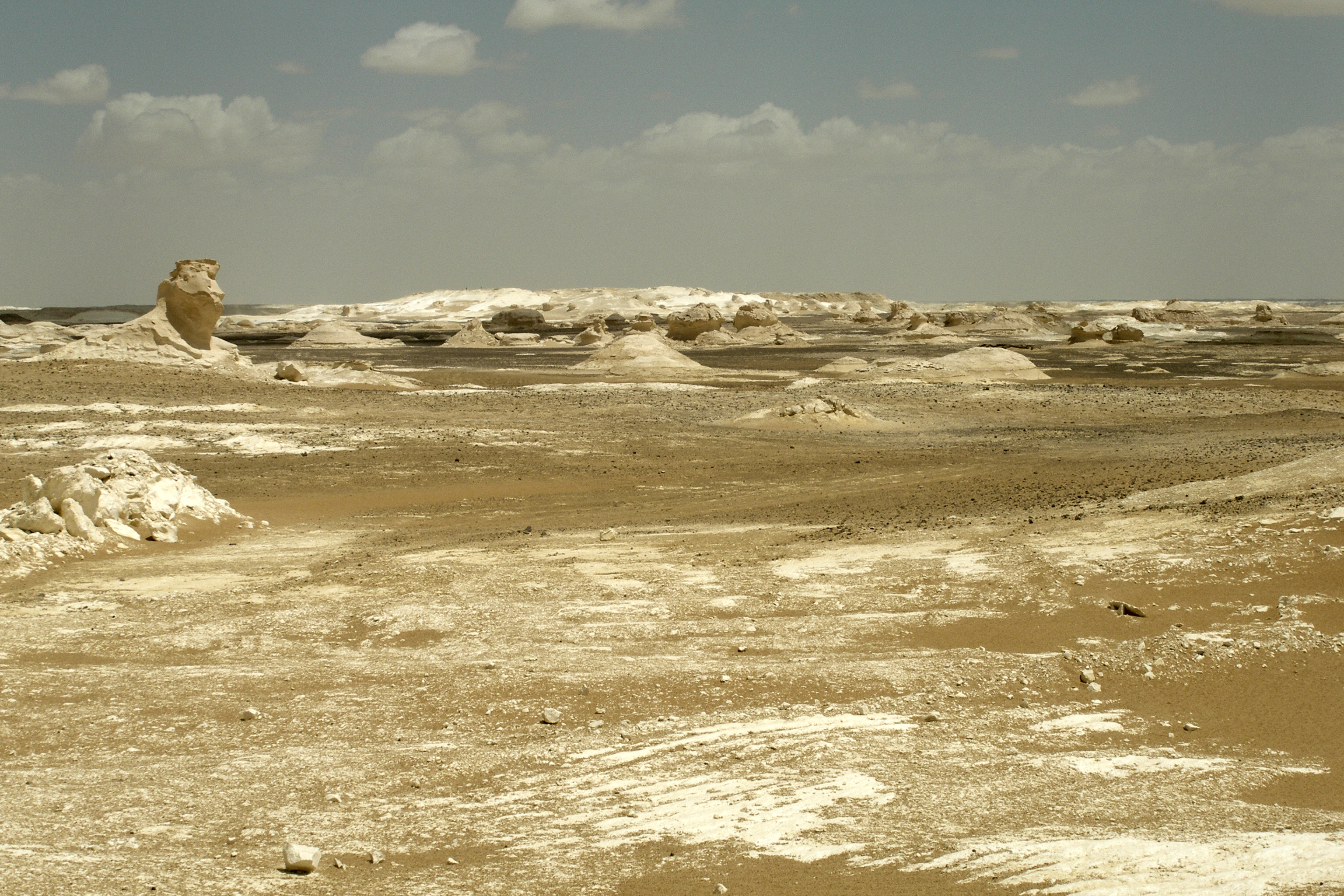